# Astrocytom
Astrocytom je typ rakoviny mozku, který vzniká v astrocytu, neboli gliové buňce v cerebru. Tento tumor se nemetastazuje mimo mozek a míchu. Jde o nejčastější formu gliomu, častěji v mozku, zřídka v míše. Formy šíření se dělí na:
- úzké pásy - především u nejagresivnějších typů, jako je pilocytický astrocytom, giant cell astrocytom, pleomorfický xanthoastrocytom),
- difúzní zony - tzv. high-grade astrocytom, anaplastický astrocytom, glioblastom,

Astrocytom se vyskytuje v každém věku, low grade je častější u dětí, u kterých navíc astrocytom tvoří cca 75% všech intrakraniálních tumorů

## Léčba
Pro rané (low grade) astrocytomy chirurgické odstranění ložiska znamená poměrně vysokou možnost přežití (90% nad 5 let). Kompletní resekce u pokročilých stádií (high grade) astrocytomů není možná z důvodu difuzního prolínání nádoru do zdravého parenchymu a lze užít jen paliativní medicíny.